# Karaman (Kızıltepe)
Karaman (kurd. Hamziyan oder Hemziyan) ist ein Dorf im Landkreis Kızıltepe der türkischen Provinz Mardin. Karaman liegt in Südostanatolien auf 650 m über dem Meeresspiegel, ca. 12 km nordöstlich von Kızıltepe.
Der ursprüngliche Name der Ortschaft lautet Hamziyan. Dieser Name ist beim Grundbuchamt registriert.
1985 lebten 308 Menschen in Karaman. 2009 hatte die Ortschaft 43 Einwohner. Das Dorf ist größtenteils verfallen.